# عثمان حسین
عثمان حسین، سیاستمدار سودانی است که از ۱۹ ژانویه ۲۰۲۲ و پس از استعفای عبدالله حمدوک در ۲ ژانویه، به‌عنوان سرپرستی نخست‌وزیر سودان در حال خدمت است. وی نیز از ۱۳ مارس ۲۰۱۹ تا ۱۹ ژانویه ۲۰۲۲، دبیرکل دفتر نخست‌وزیری دولت سودان بود.